# Papyrus 6
Papyrus 6 (hos Gregory-Aland mærket (signum) {\displaystyle {\mathfrak {P}}}6 eller med ε 021 i von Sodens nummerering) er et tidligt fragment fra Det Nye Testamente på græsk og koptisk. Det er et papyrus-fragment med et indhold fra Johannesevangeliet. Manuskriptet er palæografisk blevet anslået til at stamme fra slutningen af det 4. århundrede. Manuskriptet indeholder også uddrag af Første Clemensbrev, som indgår i den koptiske kirkes kanon.